# Ивоти
Ивоти (порт. Ivoti)  —  муниципалитет в Бразилии, входит в штат Риу-Гранди-ду-Сул. Составная часть мезорегиона Агломерация Порту-Алегри. Входит в экономико-статистический  микрорегион Грамаду-Канела. Население составляет 18 379 человек на 2006 год. Занимает площадь 63,138 км². Плотность населения — 291,1 чел./км².

## История
Город основан 19 октября 1964 года. 

## Статистика
- Валовой внутренний продукт на 2003 составляет 267.908.747,00 реалов (данные: Бразильский институт географии и статистики).
- Валовой внутренний продукт на душу населения на 2003 составляет 15.782,55 реалов (данные: Бразильский институт географии и статистики).
- Индекс развития человеческого потенциала на 2000 составляет 0,851 (данные: Программа развития ООН).